# 大クリルタイ

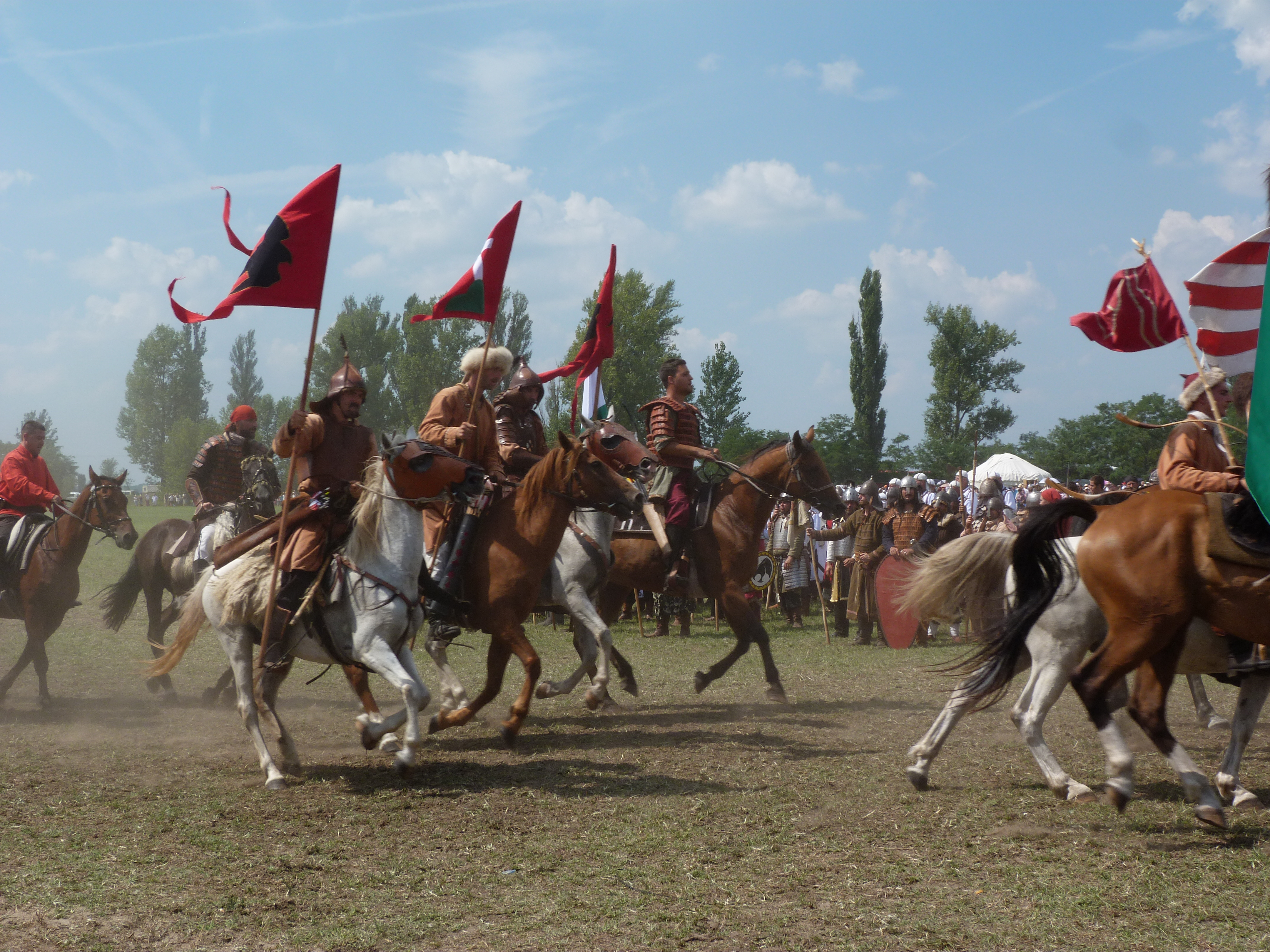
クリルタイ - 諸民族の行進

大クリルタイ（だいクリルタイ）は、中央アジアの遊牧民を起源とする民族の伝統的な行事で、8月の第1週にハンガリーのブガチで開催された。このイベントの目的は、マジャル人（ハンガリーの主要民族）とその文化的親族である東方（中東・極東）のテュルク系民族やアルタイ系民族との間で、ユーラシア草原の遊牧民の文化と伝統の結束を強めることである。2007年にカザフスタンのトゥルガイ（Торғай）地方で第1回大クリルタイが開催された。2008年にはハンガリーで初めての大クリルタイが開催された。これらのイベントは、アルタイ系民族（ツラン系民族）の自己認識の復活に大きく貢献した。日本もこのイベントに参加している。
大クリルタイは、職業的な騎手や乗馬愛好者が広く参加するイベントである。毎回の大クリルタイでは、騎手の行進式、競馬、伝統的な騎手のレスリング、各種試合などが行われた。ヨーロッパの国の中でハンガリーだけが、騎手の戦略的なチームスポーツである伝統的なゲーム「ブズカシ」を残している。

## 字義
チュルク諸語の「クリルタイ」という言葉とその変種は、「部族の集まり」と訳された。これは部族国家で行われるもので、実際にすべての遊牧文化において行われている。ハンガリーの遊牧民もこのような会議を開いていたことが、東ローマ帝国やアラブの文献に記載されている。これらの会議では、重要な決定がなされ、特に部族の指導者は、軍事的な決定や戦略を議論するための会議を開くことが多かった。
| ハンガリー語       | kurultáj  | kurultáj  |
| アゼルバイジャン語 | qurultay  | qurultay  |
| ウイグル語         | قۇرۇلتاي  | قۇرۇلتاي  |
| ウズベク語         | kurultoy  | kurultoy  |
| カザフ語           | құрылтай  | құрылтай  |
| キルギス語         | курултай  | курултай  |
| サハ語             | курултаай | курултаай |
| タタール語         | курултай  | курултай  |
| 朝鮮語             | 쿠릴타이  | 쿠릴타이  |
| トルクメン語       | gurultaý  | gurultaý  |
| トルコ語           | kurultay  | kurultay  |
| ノガイ語           | куралтай  | куралтай  |
| バシキール語       | ҡоролтай  | ҡоролтай  |
| フィンランド語     | kurultai  | kurultai  |
| モンゴル語         | ᠬᠤᠷᠠᠯᠲᠠᠢ  | хуралдай  |

## 参加国・民族
- アヴァール人
- アゼルバイジャン
- アディゲ共和国（ ロシアの一部）
- ウイグル人
- ウズベキスタン
- エヴェンキ人
- エストニア
- ガガウズ自治区（ モルドバの一部）
- カザフスタン
- カバルド人
- カラカルパクスタン共和国（ ウズベキスタンの一部）
- カラチャイ人
- カルムイク共和国（ ロシアの一部）
- カレリア人
- 韓国
- キプロスのトルコ人
- キルギス
- クムク人
- クリミア・タタール人
- コミ共和国（ ロシアの一部）
- サハ共和国（ ロシアの一部）
- サーミ人
- セーケイ人
- ダゲスタン共和国（ ロシアの一部）
- タタールスタン共和国（ ロシアの一部）
- チェチェン共和国（ ロシアの一部）
- チャーンゴー人
- チュヴァシ共和国（ ロシアの一部）
- トゥヴァ共和国（ ロシアの一部）
- トルクメニスタン
- トルコ
- 日本
- ネネツ人
- ノガイ族
- ハザーラ人
- ハンガリー（主催者）
- ハンティ人
- バシコルトスタン共和国（ ロシアの一部）
- バルカル人
- フィンランド
- ブリヤート共和国（ ロシアの一部）
- ブルガリア
- ボスニア・ヘルツェゴビナ
- マディヤール人
- マリ・エル共和国（ ロシアの一部）
- マンシ人
- 満洲民族
- モンゴル